# دوري كرة القاعدة الرئيسي 2020
دوري كرة القاعدة الرئيسي 2020 (بالإنجليزية: 2020 Major League Baseball season)‏ هو الموسم 118 من  دوري كرة القاعدة الرئيسي. أقيم خلال الفترة 23 يوليو 2020 وحتى 27 أكتوبر 2020، وأشرف على تنظيمه دوري كرة القاعدة الرئيسي، وكان عدد الأندية المشاركة فيه  30، وفاز فيه لوس أنجلوس دودجرز.